# جيرالد إي براون
جيرالد إي براون (بالإنجليزية: Gerald E. Brown)‏ (و. 1926 – 2013 م) هو عالم نووي، وأستاذ جامعي، وعالم فيزياء فلكية، وفيزيائي من الولايات المتحدة الأمريكية . ولد في بروكينغز (داكوتا الجنوبية) .
وكان عضواً في الأكاديمية الأمريكية للفنون والعلوم، والأكاديمية الوطنية للعلوم .
توفي في نيويورك ، عن عمر يناهز 87 عاماً.

## التعليم
تعلم في University of Wisconsin System ‏، وجامعة ويسكونسن-ماديسون، وجامعة ييل، وجامعة برمنجهام

## جوائز
حصل على جوائز منها:
- Hans A. Bethe Prize [الإنجليزية]‏ (2001)
- ميدالية ماكس بلانك (1997)
- جائزة طوم بونر في الفيزياء النووية [الإنجليزية]‏ (1982)
- نيشان جون برايس ويذريل [الإنجليزية]‏.